# Färgmåror
Färgmåror (Asperula) är ett släkte av måreväxter. Färgmåror ingår i familjen måreväxter.

## Dottertaxa till Färgmåror, i alfabetisk ordning[1]
- Asperula abbreviata
- Asperula abchasica
- Asperula accrescens
- Asperula acuminata
- Asperula affinis
- Asperula albiflora
- Asperula ambleia
- Asperula arcadiensis
- Asperula aristata
- Asperula arvensis
- Asperula assamica
- Asperula asterocephala
- Asperula asthenes
- Asperula azerbaidjanica
- Asperula badachschenica
- Asperula baenitzii
- Asperula balchanica
- Asperula baldaccii
- Asperula bargyli
- Asperula beckiana
- Asperula biebersteinii
- Asperula boissieri
- Asperula borbasiana
- Asperula bornmuelleri
- Asperula boryana
- Asperula botschantzevii
- Asperula brachyantha
- Asperula brachyphylla
- Asperula breviflora
- Asperula brevifolia
- Asperula bryoides
- Asperula calabra
- Asperula capitata
- Asperula capitellata
- Asperula carpatica
- Asperula charophyton
- Asperula chlorantha
- Asperula ciliatula
- Asperula cilicia
- Asperula comosa
- Asperula conferta
- Asperula congesta
- Asperula crassifolia
- Asperula crassula
- Asperula cretacea
- Asperula cristata
- Asperula cunninghamii
- Asperula cymulosa
- Asperula cynanchica
- Asperula cypria
- Asperula cyrenaica
- Asperula czukavinae
- Asperula dasyantha
- Asperula deficiens
- Asperula diminuta
- Asperula doerfleri
- Asperula elonea
- Asperula euboea
- Asperula euryphylla
- Asperula fedtschenkoi
- Asperula fragillima
- Asperula friabilis
- Asperula galioides
- Asperula garganica
- Asperula gemella
- Asperula geminifolia
- Asperula glabrata
- Asperula glareosa
- Asperula glomerata
- Asperula gorganica
- Asperula gracilis
- Asperula graveolens
- Asperula gunnii
- Asperula gussonei
- Asperula haphneola
- Asperula hercegovina
- Asperula hexaphylla
- Asperula hirsuta
- Asperula hirta
- Asperula hoskingii
- Asperula icarica
- Asperula idaea
- Asperula inopinata
- Asperula insignis
- Asperula insolita
- Asperula intersita
- Asperula involucrata
- Asperula jordanii
- Asperula karategini
- Asperula kemulariae
- Asperula kotschyana
- Asperula kovalevskiana
- Asperula kryloviana
- Asperula laevigata
- Asperula lasiantha
- Asperula libanotica
- Asperula lilaciflora
- Asperula lipskyana
- Asperula litardierei
- Asperula littoralis
- Asperula lutea
- Asperula lycia
- Asperula majoriflora
- Asperula malevonensis
- Asperula markothensis
- Asperula mazanderanica
- Asperula microphylla
- Asperula minima
- Asperula molluginoides
- Asperula mungieri
- Asperula muscosa
- Asperula naufraga
- Asperula neglecta
- Asperula neilreichii
- Asperula nitida
- Asperula nuratensis
- Asperula oblanceolata
- Asperula oetaea
- Asperula ophiolithica
- Asperula oppositifolia
- Asperula orientalis
- Asperula pauciflora
- Asperula paui
- Asperula pedicellata
- Asperula peloritana
- Asperula perpusilla
- Asperula pestalozzae
- Asperula pinifolia
- Asperula podlechii
- Asperula polymera
- Asperula pontica
- Asperula popovii
- Asperula prostrata
- Asperula pseudochlorantha
- Asperula puberula
- Asperula pubescens
- Asperula pugionifolia
- Asperula pulchella
- Asperula pulvinaris
- Asperula pumila
- Asperula purpurea
- Asperula pusilla
- Asperula rechingeri
- Asperula rezaiyensis
- Asperula rigida
- Asperula rigidula
- Asperula rumelica
- Asperula rupestris
- Asperula rupicola
- Asperula samia
- Asperula saxicola
- Asperula scabrella
- Asperula scoparia
- Asperula scutellaris
- Asperula semanensis
- Asperula serotina
- Asperula seticornis
- Asperula setosa
- Asperula sherardioides
- Asperula sintenisii
- Asperula sordide-rosea
- Asperula staliana
- Asperula stricta
- Asperula strishovae
- Asperula suavis
- Asperula suberosa
- Asperula subsimplex
- Asperula subulifolia
- Asperula suffruticosa
- Asperula supina
- Asperula syrticola
- Asperula szovitsii
- Asperula taurina
- Asperula taygetea
- Asperula tenella
- Asperula tenuifolia
- Asperula tenuissima
- Asperula tephrocarpa
- Asperula tetraphylla
- Asperula tinctoria
- Asperula tournefortii
- Asperula tragacanthoides
- Asperula trichodes
- Asperula trifida
- Asperula wettsteinii
- Asperula wimmeriana
- Asperula virgata
- Asperula visianii
- Asperula woloszczakii
- Asperula woronowii
- Asperula xylorrhiza